# 急就章
《急就章》又名《急就篇》，汉元帝时黄门令史游作，全文共1394字，无一重複字。

## 历史

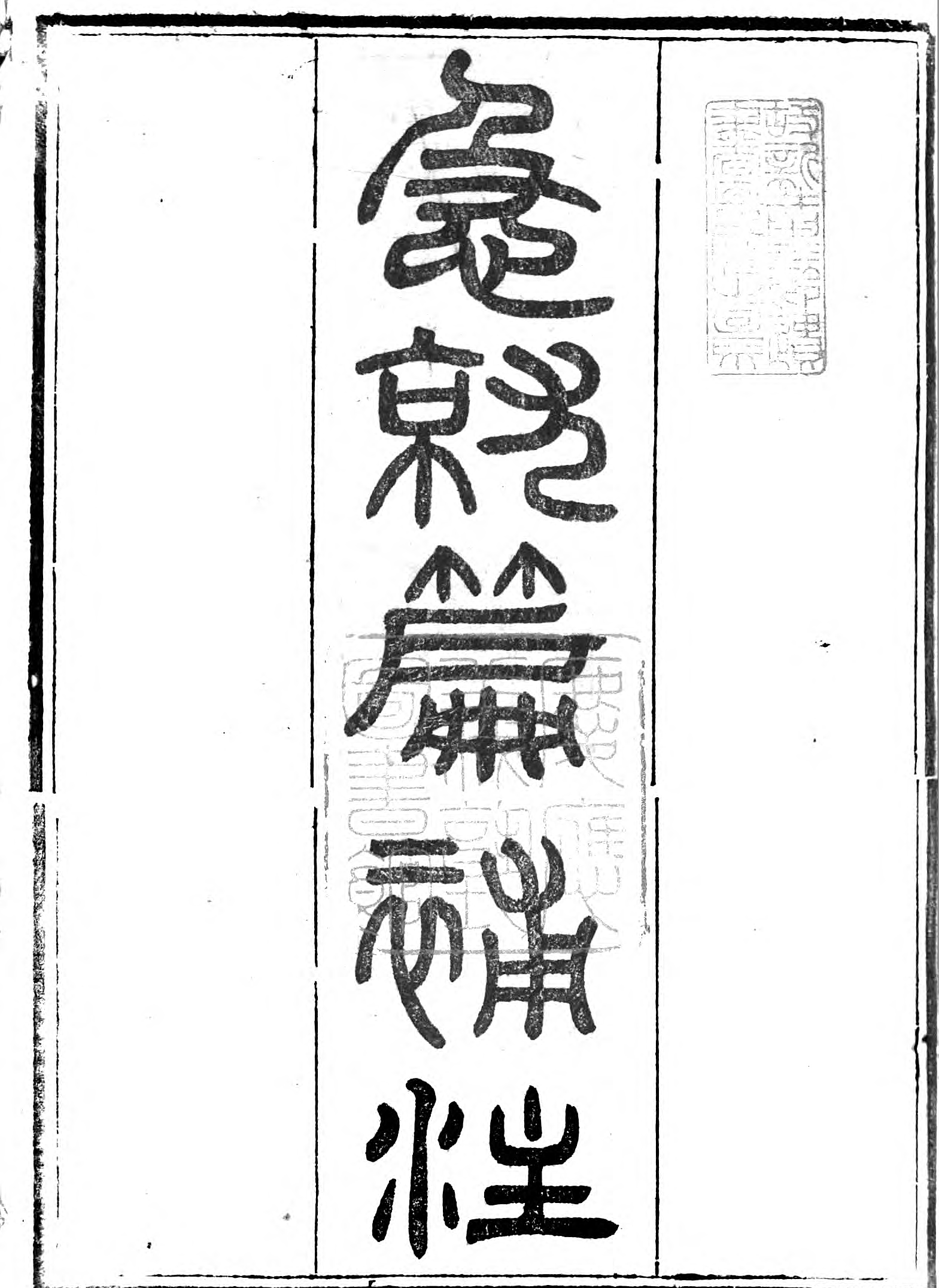
颜师古注、王应麟补注《急就篇補注》（1875），藏于庆应义塾大学图书馆

第一段介绍《急就章》和史游的文字见于《汉书·艺文志》(111)：“元帝时黄门令史游作急就篇”。:194
西汉时期，汉字教育的重要性越发凸显，学者们又编写了其他许多识字书，例如司马相如(c.179 – 117 BC)《凡將篇》和李長《元尚篇》（32-7 BC），现均已亡佚。这些原始词典促进了汉语小學的发展，并打下了编写词典的理论基础。:25汉代文献经历了从词表到词典的转变。《急就章》将抽象归纳汉字的实践扩展到其他领域，启发了“汉语词典的宏观文体格式的产生”。:144
从汉朝到南北朝，最出名的识字课文就是《急就章》。南北朝时期也有《千字文》等知名识字课文。:57到唐朝，《急就章》的地位就被《千字文》和《百家姓》取代了，它们的构思十分精巧，文中用字几乎都只出现一次。接下来一千年间，一代代学生都用它们识字。在元朝和清朝，最知名的识字文章是《三字经》。现代汉语学界抬高《急就章》主要是因为它高度现实的内容与后世《三字经》等的礼仪性内容形成鲜明对比。:195
《急就章》也是秦汉时期广泛传阅的几种辞书之一，但出于种种原因只有它保留到了今天。其中一个原因是，东晋书法家王羲之(303–361)写下的《急就章》被后世用来练字。:195元代书法家赵孟頫(1254–1322)也临习过《急就章》。另一个原因是，后世学者们作的注比较完善，如唐代颜师古注(620)、南宋王應麟注(1280)《姓氏急就篇》。:195

## 内容
《急就章》原文有32章，每章63字，共计2016字。一些较晚版本又加了2章，每章64字，共计2144字。文本为使学生多识字、多学词汇，在尽量短的篇幅里用到了尽量多的字。
《急就章》的词语定序将带有相同部首的字放在一起并划章。每章内，主要用三言、四言、七言。:57
中国第一部“词书”是为满足文学教育的需求而写的。史游的《急就章》就被用于基础汉字的学习，对抄书吏来说是很便携的参考。:195汉代《急就章》原文是以隶书写成，后来也产生了楷书和草书写法。
《急就章》作为西汉常用词的列表，有着很高的历史语言学价值。它保存了许多技术术语和动植物、工具、事物名称，对科学史、医学史和技术史来说也是宝贵资料。例如，《急就章》是最早的记录了水碓和水车的文章。
为展示《急就章》列表的体例和作为字典的实用性，请看七言的第24章中草药列表的一部分：:195
灸刺和药逐去[邪*sə.ɢa]，黄芩伏苓礜茈[胡*ɡˁa]。牡蒙甘草菀藜[蘆*rˁa]，烏喙附子椒芫[花*qʷʰˁra]。半夏皂莢艾橐[吾*ŋˁa]，芎藭厚朴桂栝[楼*[r]ˁo]。
1. ↑  不是韵脚字。

其中大部分名词都是艹旁。

## 臨習過急就章的書法家
- 晉朝 王羲之
- 晉朝 衛夫人
- 三國魏 鍾繇
- 三國吳 皇象
- 元朝 鄧文原《急就章》
- 元朝 趙孟頫
- 元朝 康里巎巎
- 元朝 俞和
- 元朝 饒介
- 明朝 宋克《急就章》

## 阅读更多
- Serruys, Paul L-M. (1962), "Chinese Dialectology Based on Written Documents", Monumenta Serica 21: 320-344.